# Włocławski
Włocławski là một huyện thuộc tỉnh Kujawsko-Pomorskie của Ba Lan. Huyện có diện tích 1474 km². Đến ngày 1 tháng 1 năm 2011, dân số của huyện là 85254 người và mật độ 58 người/km².